# دون ديفيس
دون ديفيس (بالإنجليزية: Don S. Davis)‏ (و. 1942 – 2008 م) هو ممثل، وممثل أفلام، وممثل تلفزيوني، ونحات، ورسام، من الولايات المتحدة الأمريكية، ولد في اورورا، ميزوري، توفي عن عمر يناهز 66 عاماً بسبب نوبة قلبية.

## التعليم
تعلم في جامعة جنوب إلينوي مدرسة الطب، وSouthern Illinois University Carbondale ‏.

## وصلات خارجية
- دون ديفيس على موقع IMDb (الإنجليزية)
- دون ديفيس على موقع روتن توميتوز (الإنجليزية)
- دون ديفيس على موقع ألو سيني (الفرنسية)
- دون ديفيس على موقع أول موفي (الإنجليزية)
- دون ديفيس على موقع قاعدة بيانات الأفلام السويدية (السويدية)
- دون ديفيس على موقع إن إن دي بي (الإنجليزية)
- دون ديفيس على موقع ديسكوغز (الإنجليزية)
- دون ديفيس على موقع قاعدة بيانات الفيلم (الإنجليزية)
- دون ديفيس على موقع كينوبويسك (الروسية)